# Pyrmonter Abkommen
Das Pyrmonter Abkommen stellte einen Zusammenschluss deutscher Wirtschaftsverbände zum Zweck der Parteienfinanzierung dar, der bereits vor der Bundestagswahl 1949 vorgenommen wurde. Sein Ziel war es, diejenigen Parteien zu unterstützen, die die Wirtschaftspolitik Ludwig Erhards unterstützten. Auf die CDU entfielen knapp zwei Drittel der Gesamtausgaben von 2 Millionen DM. Die Initiative kann als Vorläuferin der Staatsbürgerlichen Vereinigung angesehen werden.